# Rudolf Kolster
Karl Fredrik Rudolf Kolster, född 2 juli 1865 i Helsingfors, död där 14 februari 1918, var en finländsk anatom. Han var son till ingenjören Rudolf Kolster.
Kolster blev student 1883, filosofie kandidat 1885, medicine kandidat 1888, medicine licentiat 1891, medicine och kirurgie doktor 1892 (gradualavhandling Experimentelle Beiträge zur Kenntnis der Myomalacia cordis). Han förordnades till docent i patologisk anatomi 1893 och utnämndes 1905 till e.o. professor i mikroskopisk anatomi vid Helsingfors universitet. 
Bland Kolsters arbeten märks Studien über das centrale Nervensystem (I, II, 1898–1900), Histogenese der peripheren Nerven (1899), ävensom en serie avhandlingar Beiträge zur Kenntnis der Embryotrophe (1902–09).